# Kinder- und Jugendanwaltschaft
Kinder- und Jugendanwaltschaften sind weisungsfreie Einrichtungen der österreichischen Bundesländer mit dem gesetzlichen Auftrag, auf die Umsetzung der Kinderrechte zu achten und diese in der Öffentlichkeit bekannt zu machen. Jedes Bundesland hat eine eigene Kinder- und Jugendanwaltschaft. Grundlage der KIJAs ist die UN-Kinderrechtskonvention.

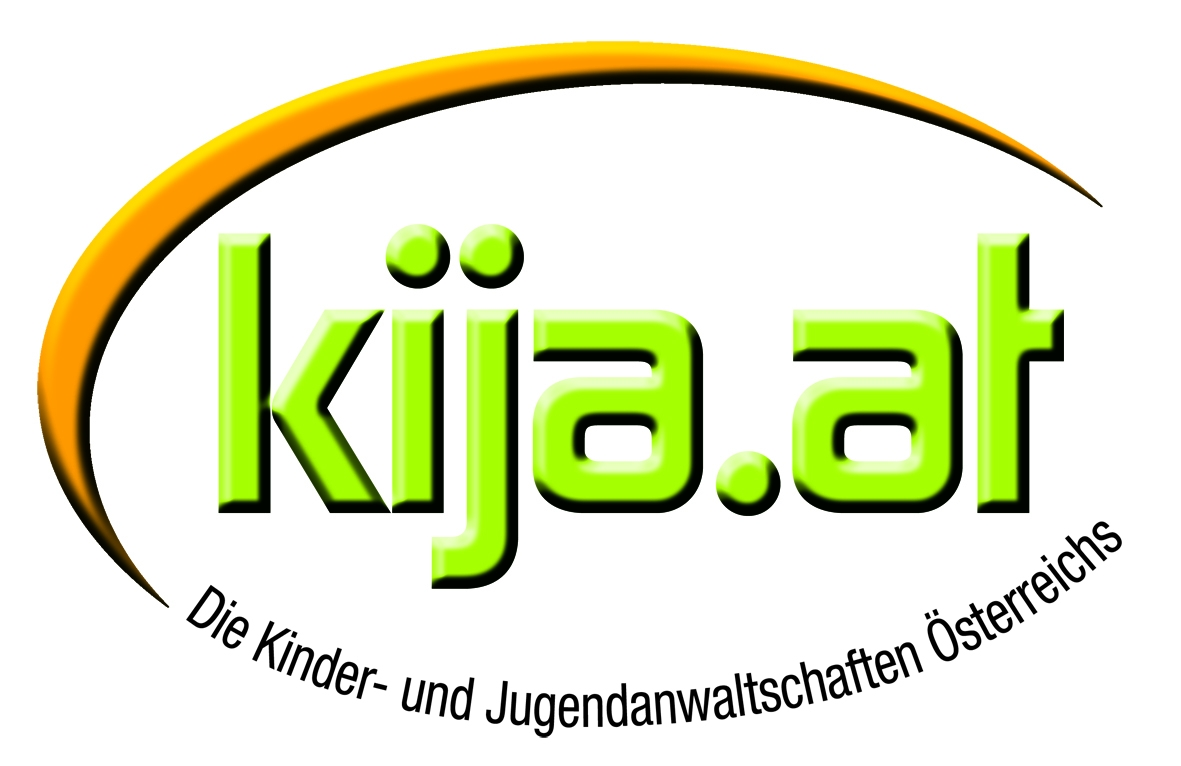
Logo der Kija Österreich

## Geschichte
Am 20. November 1989 wurde die Konvention über die Rechte des Kindes von der Generalversammlung der Vereinten Nationen angenommen. Bisher wurde die Kinderrechtskonvention bereits von 192 Staaten weltweit unterzeichnet und ratifiziert. Dadurch haben sich diese Staaten verpflichtet, die Kinderrechtskonvention in ihrer nationalen Gesetzgebung umzusetzen und ihre Einhaltung sicherzustellen. Am 5. September 1992 ist sie in Österreich formal in Kraft getreten. Für Österreich bedeutet das, dass die Gesetze, die vom Nationalrat und den Landtagen beschlossen werden, der Kinderrechtskonvention entsprechen müssen. Außerdem war mit der Unterzeichnung der Grundstein gelegt, um in jedem Bundesland Österreichs eine Kinder- und Jugendanwaltschaft zu errichten.
Am 20. Jänner 2011 hat der österreichische Nationalrat beschlossen, einen Teil der Kinderrechte in abgeschwächter Form – nämlich nur sofern der entsprechende Sachverhalt nicht gesetzlich anderweitig geregelt ist – in die Bundesverfassung aufzunehmen. Damit ist z. B. das Recht auf Gleichbehandlung behinderter Kinder vor dem Verfassungsgericht einklagbar.

## Gesetzliche Grundlagen

### UN-Kinderrechtskonvention
Die Kinderrechtskonvention besteht aus 54 Artikeln, darin werden allen Kindern und Jugendlichen unter 18 Jahren grundlegende politische, soziale, ökonomische, kulturelle und bürgerliche Rechte zugesichert, beispielsweise das Recht auf Gesundheit, das Recht auf Bildung, das Recht auf Schutz vor Gewalt oder das Recht auf Kontakt zu beiden Eltern.
Die Kinderrechtskonvention basiert auf vier Grundprinzipien:
1. Diskriminierungsverbot: Alle Kinder haben die gleichen Rechte. Kein Kind darf - egal aus welchen Gründen (Hautfarbe, Herkunft, Staatsangehörigkeit, Sprache, Geschlecht, Religion, Behinderung, sozialer Herkunft etc.) - benachteiligt werden.
2. Vorrang des Kindeswohls: Bei Entscheidungen, die Kinder betreffen, muss das Wohl des Kindes ein vorrangiges Kriterium sein.
3. Entwicklung: Alle Kinder haben ein Recht auf Leben, Existenzsicherung und bestmögliche Entfaltungsmöglichkeiten.
4. Beteiligung: Kindern muss das Recht zugesichert werden, bei Entscheidungen, die sie selbst betreffen, ihre Meinung frei zu äußern. Diese soll dem Alter und der Reife entsprechend angemessen berücksichtigt werden.

### Kinder- und Jugendhilfegesetz
Eine weitere Grundlage der Kinder- und Jugendanwaltschaften Österreich ist das Bundes-Kinder- und Jugendhilfegesetz 2013 (B-KJHG 2013). In diesem Grundsatzgesetz werden die Rahmenbedingungen der Kinder- und Jugendanwaltschaften, insbesondere ihre Weisungsfreiheit, festgelegt. Die Ausführungsgesetze der Länder regeln die konkreten Aufgaben und Befugnisse der KIJAs. 
Durch die Weisungsfreiheit ist garantiert, dass die KIJAs bei ihren Tätigkeiten nicht an Weisungen von Verwaltungsorganen oder ressortzuständigen Politikern gebunden sind. Somit ist sichergestellt, dass sie sich unabhängig und parteilich für Kinder und Jugendliche einsetzen können. Sie sind jedoch dazu verpflichtet, regelmäßig einen Tätigkeitsbericht an die jeweilige Landesregierung und/oder an den jeweiligen Landtag zu erstatten.

## Aufgaben
Die KIJAs sind in jedem Bundesland mit unterschiedlichen Ressourcen, Befugnissen und Aufgaben ausgestattet, gemeinsam sind ihnen jedoch folgende zentrale Aufgaben:

### Vermittlung bei Konflikten – Beratung
Sie vermitteln bei Konflikten und bieten den Kindern und Jugendlichen eine rasche und unbürokratische Beratung und Unterstützung. Das Angebot kann vertraulich, kostenlos und auf Wunsch auch anonym von Kindern, Jugendlichen und Erwachsenen, sofern die Anliegen von Kindern und Jugendlichen im Mittelpunkt stehen, in Anspruch genommen werden.

### Interessensvertretung
Das zweite wichtige Standbein der KIJAs ist die Interessensvertretung. Durch Gesetzesbegutachtungen und -vorschläge, Informationsveranstaltungen, Workshops, öffentlichkeitswirksame Informationskampagnen, Projekte sowie regelmäßigen Dialog mit Politikern und anderen Entscheidungsträgern soll die Umsetzung der Kinderrechte österreichweit vorangetrieben werden.

### Information der Öffentlichkeit - Monitoring
Es ist Aufgabe der KIJAs, die Rechte, Interessen, Bedürfnisse und Anliegen von Kindern, Jugendlichen und jungen Erwachsenen in der Öffentlichkeit zu vertreten, über Kinderrechte zu informieren und Kinderrechtsverletzungen aufzuzeigen (= Monitoring).

## Aufbau Kinder- und Jugendanwaltschaften
An der Spitze aller neun Kinder- und Jugendanwaltschaften steht ein Kinder- und Jugendanwalt, der per Gesetz bei der Wahrnehmung der Aufgaben fachlich weisungsfrei ist. Ihre Teams sind unterschiedlich groß und setzen sich in der Regel aus Experten aus den Bereichen Rechtswissenschaften, Sozialarbeit, Psychologie, Recht und PR zusammen. Durch diese Vielfältigkeit kann eine interdisziplinäre Behandlung der Anliegen der Klienten bzw. die bestmögliche Beratung ermöglicht werden.

## Netzwerke

### Stänko
Die Ständige Konferenz der Kinder- und Jugendanwaltschaften Österreichs (Stänko) wird zweimal pro Jahr abgehalten und besteht aus den Kinder- und Jugendanwälten der neun unabhängigen KIJAs. Diese treffen sich, um gemeinsame Strategien zu erarbeiten, sich auszutauschen und ein starkes und einheitliches öffentliches Auftreten zu gewährleisten.
Die Stänko hat unter anderem folgende Aufgaben und Ziele:
- Erarbeitung von Vorschlägen, Anregungen und Stellungnahmen, insbesondere zu Themen mit bundesweiter Bedeutung
- Informations- und Erfahrungsaustausch
- Fortbildung von Mitarbeitern der Kinder- und Jugendanwaltschaften
- Zusammenarbeit in Wissenschaft und Forschung
- Zusammenarbeit mit Organisationen, die sich den Anliegen der Kinder und Jugendlichen annehmen
- Internationale Zusammenarbeit

### National Coalition – Netzwerk Kinderrechte
Das Netzwerk Kinderrechte Österreich – National Coalition (NC) ist ein unabhängiges Netzwerk von Kinderrechtsorganisationen wie z. B. der Kinder- und Jugendanwaltschaften, der Asylkoordination, der Kinder- und Jugendfachärzte und der Bundesjugendvertretungen und besteht mittlerweile aus 44 Mitgliedern. Die NC wurde im Dezember 1997 gegründet und setzt sich dabei für die Rechte aller Kinder und Jugendlichen und gegen ihre Diskriminierung ein. Ziel ist es, auf die Umsetzung der Kinderrechte in Österreich zu achten. Das Pendant in Deutschland ist die National Coalition Deutschland.

### ENOC
Das europäische Netzwerk der Ombudspersonen für Kinder und Jugendliche (ENOC) wurde 1997 gegründet und besteht aus 29 Mitgliedern. Auch die Kinder- und Jugendanwaltschaften Österreichs sind Mitglied der ENOC, sind jedoch nicht stimmberechtigt, weil die gesetzlichen Grundlagen dafür nicht ausreichend gegeben sind.
Die Ziele der ENOC:
- Staaten zu ermutigen, die UN-Kinderrechtskonvention bestmöglich in der Verfassung zu verankern;
- Lobbyarbeit für die Kinderrechte zu leisten;
- Informationen zu verbreiten, Strategien zu entwickeln und Bewusstseinsprozesse in Gang setzen;
- die Errichtung unabhängiger Einrichtungen für Kinder und Jugendliche zu fördern.

## Situation in Deutschland
In Deutschland erfolgt eine Interessensvertretung von Kindern und Jugendlichen in rechtlicher Hinsicht nicht über eine zentrale Körperschaft oder eine berufsständische Kammer. Bestrebungen im Gesetzgebungsverfahren, eine deutsche Kinder- und Jugendanwaltschaft zu zentralisieren, sind später aufgegeben worden. 
Der Interessensvertreter der Kinder und Jugendlichen in gerichtlichen Verfahren wird unter dem Funktionsbegriff des Verfahrensbeistandes zusammengefasst. Der Verfahrensbeistand ersetzt seit dem 1. September 2009 (Inkrafttreten des FamFG) im familiengerichtlichen Verfahren den bisherigen Verfahrenspfleger (Funktionsbegriff). Er hat in Deutschland die Aufgabe, in kindschaftsrechtlichen Verfahren die Interessen Minderjähriger zu vertreten und kann hier Anträge stellen, Rechtsmittel einlegen und an den Anhörungen teilnehmen. Der Verfahrensbeistand wird regelmäßig als „Kinder- und Jugendanwalt“ oder „Anwalt des Kindes“ bezeichnet.
Inhalt und Auftrag der Verfahrensbeistandschaft sind geregelt in den §§ 158, 167, 174 und 191 FamFG. Der Verfahrensbeistand ist formeller Verfahrensbeteiligter und kann daher gegen Entscheidungen des Familiengerichtes das Rechtsmittel der Beschwerde einlegen, über das vom Oberlandesgericht entschieden wird. Er hat das Interesse des Kindes festzustellen und im gerichtlichen Verfahren zur Geltung zu bringen. Er hat das Kind über Gegenstand, Ablauf und möglichen Ausgang des Verfahrens in geeigneter Weise zu informieren. Soweit nach den Umständen des Einzelfalls ein Erfordernis besteht, kann das Gericht dem Verfahrensbeistand die zusätzliche Aufgabe übertragen, Gespräche mit den Eltern und weiteren Bezugspersonen des Kindes zu führen sowie am Zustandekommen einer einvernehmlichen Regelung über den Verfahrensgegenstand mitzuwirken. Das Gericht hat Art und Umfang der Beauftragung konkret festzulegen und die Beauftragung zu begründen. Der Verfahrensbeistand kann im Interesse des Kindes Rechtsmittel einlegen. Er ist nicht gesetzlicher Vertreter des Kindes.
Der Verfahrensbeistand wird in der Regel ein oder mehrere Gespräche mit dem Kind führen und, soweit dies erforderlich und beauftragt ist, auch mit Eltern oder anderen Bezugspersonen sprechen. Der Verfahrensbeistand soll an der Kindesanhörung teilnehmen. In der Regel wird der Verfahrensbeistand spätestens zum Anhörungstermin einen schriftlichen Bericht vorlegen, was jedoch insbesondere im Zuge des neueingeführten „beschleunigten Verfahrens“ nicht immer möglich ist. Ausnahmsweise genügt auch eine nur mündliche Stellungnahme im Anhörungstermin.
Die berufliche Qualifizierung zum Tätigwerden als Kinder- und Jugendanwalt ist in Deutschland nicht einheitlich geregelt. Die Auswahl des Vertreters obliegt dem jeweiligen Gericht selbst. Mit Inkrafttreten des FamFG und der Verfestigung der Interessensvertretung von Kindern und Jugendlichen wurden auch Mindestkriterien für die Qualifikation der Vertreter festgelegt. Danach sollen grundsätzlich durch Studium erworbene sowohl (sozial-)pädagogische Grundqualifikationen und juristische Ausbildung vorhanden sein. In der Praxis sind es regelmäßig Sozialpädagogen und Juristen mit dem jeweils umgekehrten Zusatzstudium und einer entsprechenden weiteren Qualifikation und Zertifikaten.